# Vassily Lobanov

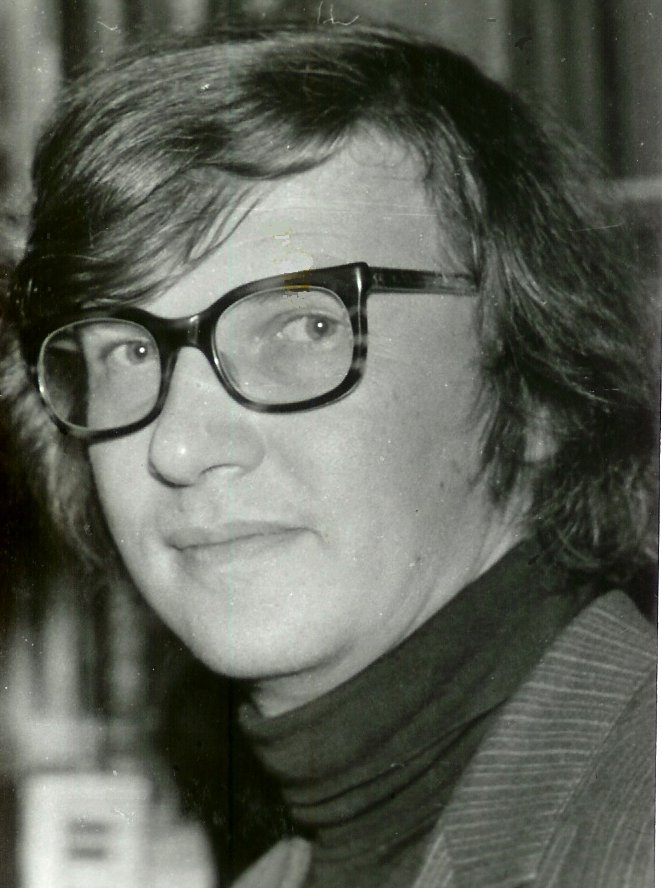
Vasily Lobanov, 1983

Vassily Lobanov (ursprünglich russisch Василий Павлович Лобанов / Wassili Pawlowitsch Lobanow; * 2. Januar 1947 in Moskau) ist ein russischer Pianist und Komponist.
Lobanov studierte von 1963 bis 1971 am Moskauer Konservatorium Klavier bei Lew Naumow und Komposition bei Sergei Balassanjan. Er studierte außerdem bei Juri Cholopow (Musikwissenschaft) und Alfred Schnittke (Instrumentation).
Klavierduo (1982–1985) mit Swjatoslaw Richter. Klaviertrio (1977–1990) mit Oleg Kagan und Natalja Gutman. Klavierquartett (bis heute) mit Wiktor Tretjakow, Juri Baschmet und Natalja Gutman.
Zahlreiche Meisterkurse für Klavier und Kammermusik. Seit 1997 ist er Professor für Klavier an der Hochschule für Musik Köln. Ab 2016 unterrichtet Prof. Vassily Lobanov an der Kalaidos Musikhochschule in Zürich. Er lebt seit 1991 in Deutschland.
Er hat Opern, Konzerte, Kammer- und Klaviermusik komponiert.
Gründer und  Künstlerischer Leiter der Osnabrücker Kammermusiktage (1997–2001).